# Rostoklaty
Rostoklaty är en ort i Tjeckien.   Den ligger i regionen Mellersta Böhmen, i den centrala delen av landet, 27 km öster om huvudstaden Prag. Rostoklaty ligger 256 meter över havet och antalet invånare är 412.
Terrängen runt Rostoklaty är lite kuperad. Runt Rostoklaty är det ganska tätbefolkat, med 239 invånare per kvadratkilometer. Närmaste större samhälle är Černý Most, 16,2 km väster om Rostoklaty. Trakten runt Rostoklaty består till största delen av jordbruksmark.